# Hólmavík
Hólmavík is een vissersplaats in het noordwesten van IJsland in de regio Vestfirðir aan de Steingrímsfjörður-fjord. Het is de grootste plaats in Strandir en fungeert als een commercieel centrum voor de omgeving. Hólmavík is een van de plaatsen die samen de gemeente Strandabyggð vormen en heeft 302 inwoners (2023). Wie de weg met nummer 61 verder noordwaarts volgt, wordt over de hoogvlakte Steingrímsfjarðarheiði geleid. Deze uitgestrekte hoogvlakte met zijn vele vennen, meertjes en beekjes was vroeger berucht om de mist waar menig reiziger in is verdwaald.

## Bezienswaardigheden
Op zich heeft Hólmavík de toerist weinig te bieden. Wie daar belangstelling voor heeft kan nog even kijken bij Galdrasýning á Ströndum, een museum over heksenvervolging en tovenarij zo rond de 17e eeuw op IJsland in het algemeen en Strandir in het bijzonder.

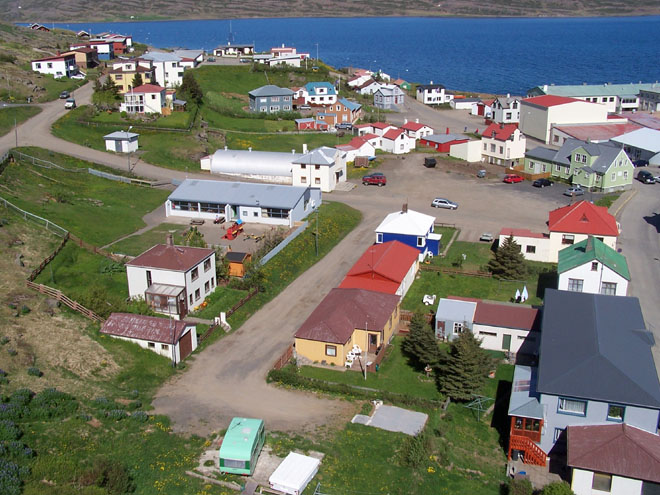
Het dorp gezien van boven.